# Blair Evans
Pour les articles homonymes, voir Evans.
Blair Catherine Evans (née le 3 avril 1991 à Perth en Australie) est une nageuse australienne, spécialiste des épreuves de moyennes distances de nage libre. 
Elle est vice-championne mondiale en petit bassin en 2010, avec le relais 4 × 200 m nage libre.

## Biographie
Le 19 mars 2009, aux championnats d'Australie de natation, qualificatifs pour les mondiaux de Rome de l'été 2009, Blair Evans remporte le 800 m nage libre, en 8 min 30 s 86 et termine, deux jours plus tard, à la 3e place du 400 m nage libre.  
Elle honore ainsi sa première sélection en équipe d'Australie lors de ces championnats du monde romains où elle se classe 18e du 800 m nage libre.
Outre les championnats du monde en petit bassin au mois de décembre, pour les nageurs australiens en général et Blair Evans en particulier, l'année 2010 est marquée par deux évènements sportifs majeurs auxquels ils sont conviés, les championnats pan-pacifiques au mois d'août et les jeux du Commonwealth au mois d'octobre. Les qualifications pour ces deux rendez-vous de natation s'obtiennent lors des championnats d'Australie, disputés du 16 au 21 mars 2010 à Sydney où Blair Evans est engagée dans trois épreuves de nage libre, les 200, 400 et 800 m, puis dans celle du 400 m 4 nages. Sacrée championne d'Australie du 200 m nage libre, elle est vice-championne du 800 m nage libre, se classe 3e du 400 m 4 nages et 4e du 400 m nage libre.
En août 2010, elle participe donc aux championnats pan-pacifiques, sélectionnée dans les épreuves des 200, 400 et 800 m nage libre et retenue, avec Kylie Palmer, Katie Goldman et Meagen Nay dans la composition du relais 4 × 200 m nage libre. Blair Evans remporte la médaille de bronze des 200 et 400 m nage libre, termine 7e du 800 m nage libre et, avec ses coéquipières du relais, s'adjuge la médaille d'argent. 
Un peu moins de deux mois plus tard, sont disputées à New Delhi les épreuves de natation des jeux du Commonwealth. Blair Evans se classe 6e du 200 m nage libre, 5e du 800 m nage libre et 4e du 400 m 4 nages. Avec Kylie Palmer, Bronte Barratt et Meagen Nay, elle compose le relais 4 × 200 m nage libre, qui remporte le titre avec, à la clef, le nouveau record des jeux du Commonwealth.
En décembre 2010, se déroulent à Dubaï les championnats du monde en petit bassin où Blair Evans est sélectionnée dans deux épreuves de nage libre, les 200 et 800 m, après sa 2e place qualificative, dans ces mêmes épreuves, aux championnats d'Australie en petit bassin disputés en juillet 2010 à Brisbane,. Elle se classe, respectivement, 5e et 6e des 200 et 800 m nage libre. Elle compose, avec Jade Neilsen, Kelly Stubbins et Kylie Palmer le relais 4 × 200 m nage libre qui remporte la médaille d'argent, à 1 s 63 du relais chinois qui établit, en 7 min 35 s 94, le nouveau record du monde.

## Ses sélections
- Championnats du monde en grand bassin : Rome 2009
- Championnats du monde en petit bassin : Dubaï 2010
- Jeux du Commonwealth : New Delhi 2010
- Championnats pan-pacifiques : Irvine 2010

## Palmarès

### Championnats du monde
| Épreuve / Édition    | Grand bassin      |                      | Petit bassin |
| Épreuve / Édition    | Rome 2009         | Dubaï 2010           |              |
| 200 m nage libre     | —                 | 5e 1 min 55 s 03     |              |
| 800 m nage libre     | 18e 8 min 38 s 10 | 6e 8 min 16 s 52     |              |
| 4 × 200 m nage libre | —                 | Argent 7 min 37 s 57 |              |

### Autres compétitions
| Compétition / Épreuve       | Compétition / Épreuve | Nage libre           | Nage libre       | Nage libre       | 4 nages              | Relais       |
| Compétition / Épreuve       | Compétition / Épreuve | 200 m                | 400 m            | 800 m            | 400 m                | 4 × 200 m NL |
| Championnats pan-pacifiques |                       |                      |                  |                  |                      |              |
| Irvine 2010                 | Bronze 1 min 57 s 27  | Bronze 4 min 06 s 36 | 7e 8 min 34 s 80 | —                | Argent 7 min 52 s 64 |              |
| Jeux du Commonwealth        |                       |                      |                  |                  |                      |              |
| New Delhi 2010              | 6e 1 min 58 s 83      | —                    | 5e 8 min 39 s 66 | 4e 4 min 41 s 51 | Or 7 min 53 s 71     |              |

## Records

### Records personnels
Ces deux tableaux listent les records personnels de Blair Evans à ce jour.
| Épreuve          | Temps         | Compétition                 | Lieu               | Date         |
| 200 m nage libre | 1 min 57 s 27 | Championnats pan-pacifiques | Irvine, États-Unis | 18 août 2010 |
| 400 m nage libre | 4 min 6 s 25  | Championnats pan-pacifiques | Irvine, États-Unis | 20 août 2010 |
| 800 m nage libre | 8 min 25 s 74 | Championnats d'Australie    | Sydney, Australie  | 18 mars 2010 |

| Épreuve          | Temps         | Compétition                              | Lieu                       | Date             |
| 200 m nage libre | 1 min 54 s 87 | Championnats du monde en petit bassin    | Dubaï, Émirats arabes unis | 15 décembre 2010 |
| 400 m nage libre | 4 min 0 s 71  | Championnats d'Australie en petit bassin | Brisbane, Australie        | 16 juillet 2010  |
| 800 m nage libre | 8 min 14 s 86 | Championnats d'Australie en petit bassin | Brisbane, Australie        | 15 juillet 2010  |